# Zonotrichia
Zonotrichia (Swainson, 1832) è un genere della famiglia dei Passerellidi.

## Descrizione
Le caratteristiche comuni degli uccelli del genere Zonotrichia sono il becco di forma conica, adatto al consumo di semi, la coda arrotondata della lunghezza simile a quella dell'ala e le striature colorate sulla testa. Sono passeriformi di taglia medio-grande e grande; i maschi presentano in genere una piumatura con colori più brillanti e una dimensione corporea leggermente più grande rispetto alle femmine.

## Distribuzione e habitat
Quattro delle cinque specie riconosciute di Zonotrichia vivono nell'America del Nord; una sola, Zonotrichia capensis, è comune nell'America Centrale e in quella Meridionale, oltre che nell'isola di Hispaniola. Gli uccelli appartenenti a questo genere abitano principalmente i margini dei boschi e le zone arbustive; il nido è costruito sul terreno o a poca distanza da esso, nei pressi di piccoli alberi o arbusti.

## Tassonomia
Il genere Zonotrichia comprende le seguenti specie:
- Zonotrichia capensis (Statius Müller, 1776) - passero dal collare rossiccio
- Zonotrichia querula (Nuttall, 1840) - passero di Harris
- Zonotrichia leucophrys (J.R.Forster, 1772) - passero corona bianca
- Zonotrichia albicollis (Gmelin, 1789) - passero golabianca
- Zonotrichia atricapilla (Gmelin, 1789) - passero corona dorata